# ما مرد نیستیم (آلبوم)
ما مرد نیستیم اولین آلبوم رسمی و استودیویی خواننده ایرانی شاهین نجفی است که با همکاری مشترک و تهیه‌کنندگی گروه تپش ۲۰۱۲ در ۱۲ اردیبهشت ۱۳۸۷، مصادف با روز جهانی کارگر در ایران منتشر شد. این آلبوم به صورت رایگان بر روی اینترنت قرار گرفت.

## دربارهٔ آلبوم
این آلبوم شامل ۱۱ ترانه است که مشهورترین ترانه آن «ما مرد نیستیم» می‌باشد. آهنگسازی و تهیه‌کنندگی این اثر توسط گروه تپش ۲۰۱۲ انجام شده و کلیه شعرها و اجراهای آن را شاهین نجفی بر عهده داشته‌است.
در این آلبوم شاهین نجفی اغلب نگاهی انتقادی و اعتراض آمیز به مسائل مختلفی داشته که در جامعه امروز ایرانیان ریشه دار شده‌اند. شعر و موسیقی حرفه‌ای او در این آلبوم با اصطلاحات سنگین فلسفی و ادبی در هم آمیخته تا به مواردی همانند حکومت مذهبی، فقر، زن‌ستیزی، سانسور، اعتیاد، مافیای موسیقی و خشونت اعتراض کند.

## واکنش‌ها
تک‌آهنگ «ما مرد نیستیم» و سایر ترانه‌ای این آلبوم به صورت نوانما در وبگاه یوتیوب ارائه شد که تا ۱۴ شهریور ۱۳۸۷ تعداد ۱۳۷٬۴۳۲ بازدیدکننده داشته‌است. طی ۳ روز اول ارائه این کلیپ یعنی روز چهارم ماه مه، حدود ۷۴۶۲ نفر و به عبارتی به‌طور متوسط هر دقیقه یک نفر، از این ویدئو دیدن کردند. به دنبال این استقبال گسترده، رادیوها، گروه‌ها، وبگاه‌ها، افراد و وبلاگ‌های مختلف دربارهٔ این ترانه و آلبوم از خود واکنش‌هایی بروز دادند.

## ترانه‌های آلبوم
1. ما مرد نیستیم
2. بامداد
3. زندگی سگی ما
4. فحش بده
5. عمو کریس
6. حرف زن
7. آوازه خوان در خون
8. ما آخرِ خطیم
9. ما شرریم
10. دادا کجایی

## مضمون ترانه‌ها
- «ما آخر خطیم» ترانه‌ای است شامل انتقاد از تفکری که در جامعه ریشه دوانده‌است.[۲]
- «فحش بده» ترانه‌ای است دربارهٔ فشارهایی که به وی وارد شده‌است.[۳]
- «ما مرد نیستیم» ترانه‌ای است که از طرف وی به جنبش زنان ایران تقدیم شده‌است.[۶]
- عمو کریس کریس دی‌برگ خواننده معروف انگلیسی زبان چندی پیش طی سفر به ایران و برای اولین مجوز اجرای کنسرت یک خواننده غربی در ایران پس از انقلاب اینگونه می‌گوید «تهران امروز از نیویورک و لندن امن تر است». این ترانه اعتراضی است به این گفته کریس دی برگ.[۶]
- بامداد ترانه‌ای است که به یاد احمد شاملو سروده و اجرا شده‌است.[۶]
- آوازه خوان در خون ترانه‌ای است اعتراض آمیز به یاد فریدون فرخزاد همراه با انتقاد به کشته شدن او.[۶]
- حرفِ زن ترانه‌ای است دربارهٔ حقوق زنان.[۶]
- زندگی سگی ما ترانه‌ای است که به انتقادی کنایه گونه از زندگی امروز ایرانیان می‌پردازد.
- ما شرریم ترانه‌ای است در اعتراض به رپرهایی که فقط از پارتی و سکس می‌خوانند. طوری که می‌گوید:

| پسر حاجی نبودیم که از شکم سیری |  | بگیم چشا باز، تیز نگن یه وقت بی غیرتیم |
| رپ ما رپ تلویزیون تپش نیست     |  | رپ سرخوشی و آجیل و کیشمیش نیست         |
| رپ درد و بند و زجر و زندونه    |  | اونی که اینا رو کشیده حرفمو میدونه     |

نجفی در قسمتی از این آهنگ نیز به انتقاد از مستند شوک برآمده و می‌گوید:
| میخواین رپ و خراب کنین بگین فقط فحشه  |  | پاش برسه میدیم ولی یه معنی توشه       |
| میخواین رپ و خفه کنین بگین طالبش نیست |  | چرا چون خالتورین، خوب اینکه مشکل نیست |